# 한국인터넷교육
한국인터넷교육(KIEDU)은 정규직 근로자, 비정규직(계약직) 근무자를 대상으로 수강료를 노동부 국비로 지원 받을 수 있는 제도를 통해 직무능력 향상을 위한 교육과정을 제공하는 기업이다.
2016년 11월에 설립되었으며 직무능력 향상을 위한 자격증, 비즈니스 실무 관련 이러닝 컨텐츠를 제작하고 판매한다.

## 제공 분야
- 국비 & 이러닝 사업

## 관련 사이트
- 한국인터넷교육 홈페이지
- 한국인터넷교육 인스타그램
- 한국인터넷교육 네이버 블로그